# ماك ماكورميك
ماك ماكورميك (بالإنجليزية: Mack McCormick)‏ هو مؤرخ أمريكي، ولد في 3 أغسطس 1930 في بيتسبرغ في الولايات المتحدة، وتوفي في 18 نوفمبر 2015.

## وصلات خارجية
- ماك ماكورميك على موقع ميوزك برينز (الإنجليزية)
- ماك ماكورميك على موقع ديسكوغز (الإنجليزية)